# Vinkel Kirke
Vinkel Kirke er beliggende i landsbyen Vinkel, som ligger sydøst for Viborg. Byggeriet af kirken begyndte omkring år 1160, og kirken er med sine ca. 800 år en af de ældste på Viborgegnen. Omkring år 1400 blev kirkens tårn opført. Kirken er løbende blevet restaureret gennem årene, og i dag findes endda en udstilling i kirketårnet. 
Vinkel Sogn deler præst med nabosognet Sdr. Rind. De to sogne deles ligeledes om kirkecenteret, som er beliggende i Vinkel ved siden af kirken.